# Olszany (obwód grodzieński)
Olszany (biał. Альшаны, Alszany; ros. Ольшаны, Olszany) – wieś na Białorusi, w obwodzie grodzieńskim, w rejonie korelickim, w sielsowiecie Cyryn, nad Serweczem.

## Historia
Pod zaborami i w II Rzeczypospolitej wieś i folwark. W XIX i w początkach XX w. położone były w Rosji, w guberni mińskiej, w powiecie nowogródzkim. 
W dwudziestoleciu międzywojennym leżały w Polsce, w województwie nowogródzkim, w powiecie nowogródzkim, w gminie Cyryn. W 1921 wieś liczyła 26 mieszkańców, zamieszkałych w 5 budynkach, wyłącznie Polaków wyznania prawosławnego. Folwark był wówczas zniszczony i niezamieszkały.
Po II wojnie światowej w granicach Związku Sowieckiego. Od 1991 w niepodległej Białorusi.